# Kewa Pueblo
Kewa Pueblo (in precedenza noto come Santo Domingo Pueblo) è un census-designated place degli Stati Uniti d'America, nella Contea di Sandoval nello stato del Nuovo Messico. Ha una popolazione di 2.550 abitanti secondo il censimento del 2000. Secondo lo United States Census Bureau ha un'area totale di 5,2 km².

## Geografia fisica
Kewa Pueblo si trova lungo la riva sinistra del Rio Grande a circa 44 km a sud-ovest di Santa Fe. Fa parte dell'area metropolitana di Albuquerque.
Secondo il censimento del 2000 oltre il 98% della popolazione è costituito da nativi americani. Questi discendenti del popolo Pueblo, che abitavano in queste terre da prima della colonizzazione spagnola, parlano ancora una lingua che è considerata un dialetto delle Lingue keres orientali.